# مارتن بين
مارتن بين (بالإنجليزية: Martin Bean)‏ هو مدير أكاديمي أسترالي، ولد في 26 أكتوبر 1964 في ملبورن في أستراليا.